# Baikalsk
Baikalsk é uma cidade da Rússia, no Oblast de Irkutsk. A cidade é localizada à borda do sul do Lago Baikal, à ferrovia Transiberiana.